# Valentin Lebedev
Pour les articles homonymes, voir Lebedev.
Valentin Vitalievitch Lebedev (en russe : Валентин Витальевич Лебедев) est un cosmonaute soviétique, né le 14 avril 1942.

## Vols réalisés
Il réalise 2 vols comme ingénieur de vol :
- le 18 décembre 1973, à bord de Soyouz 13. Il atterrit le 26 décembre 1973.
- le 13 mai 1982, à bord de Soyouz T-5, lancé en direction de Saliout 7, en tant que membre de l'expédition Saliout 7 EO-1, repoussant le record de durée de vol spatial à plus de 211 jours. Il revient sur Terre le 10 décembre 1982 à bord de Soyouz T-7.

## Honneurs
- (10015) Valenlebedev, astéroïde.